# Cnemolia heyrowskyi
Cnemolia heyrowskyi là một loài bọ cánh cứng trong họ Cerambycidae.